# Fugas

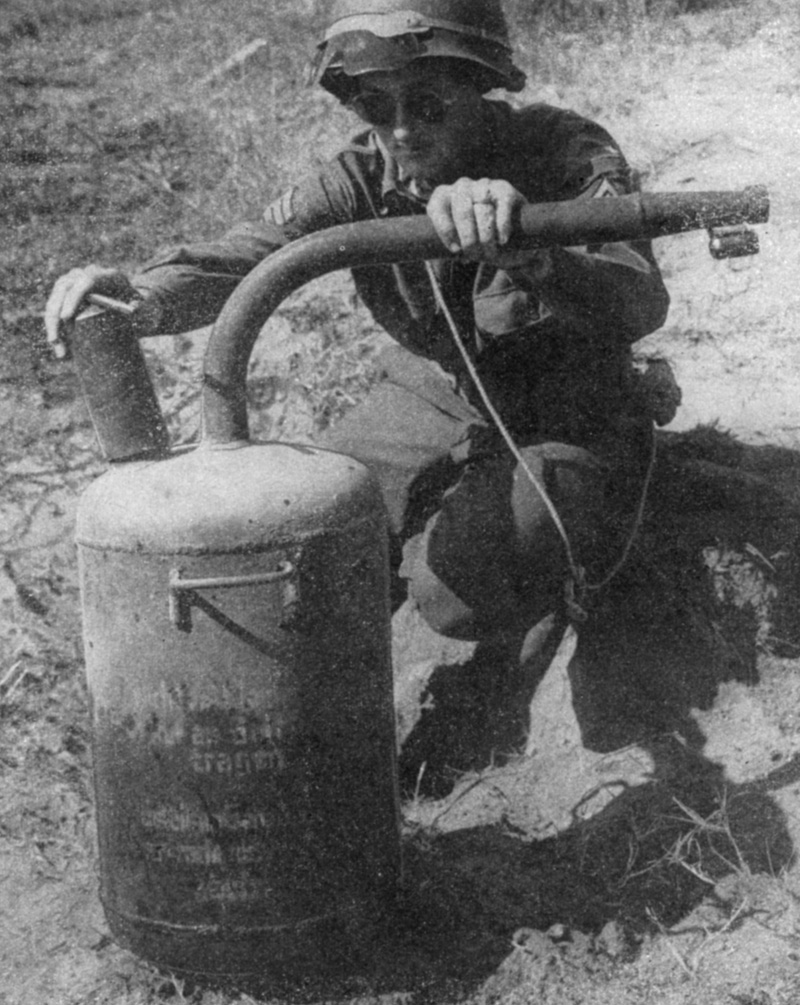
Americký voják s německým statickým plamenometem, pravděpodobně Abwehrflammenwerfer 42.

Fugas je druh obvykle improvizované nebo provizorní ženijní munice. Určením a použitím se řadí mezi ženijní miny. Zpravidla jsou vyráběny v polních podmínkách vojenskými jednotkami z právě dostupných materiálů – dělostřeleckých granátů, leteckých pum, různých min a ženijního střeliva. Existují i fugasy vyráběné průmyslově. Fugas může být výbušný nebo zápalný.
V současnosti pojem výbušný fugas obvykle splývá s pojmem improvizovaného výbušného zařízení, s tím rozdílem, že fugas je vyráběn regulérními vojenskými jednotkami, ale improvizované výbušné zařízení obvykle nepravidelnými jednotkami hnutí odporu nebo teroristy.
Zápalné fugasy jsou obvykle tvořeny nádobou s hořlavinou a menší náloží výbušnin určenou na rozhození a zapálení hořlaviny.
Před druhou světovou válkou byly v SSSR na posílení obrany stálých a polních opevnění používány i průmyslově vyráběné „ohňometné“ či „plamenometné“ zápalné fugasy, které byly tvořeny nádobou s hořlavinou, směrovým vývodem a pyrotechnickou výmetnou náplní iniciovanou minovou rozbuškou nebo řízené dálkově elektrickou jiskrou. Šlo vlastně o jednoduchý plamenomet na jedno použití.
Po druhé světové válce se používaly napalmové miny, které je možno také zařadit k průmyslově vyráběným zápalným fugasům.
ČSLA měla ve výzbroji ženijních a chemických jednotek statický plamenomet FOG-2 s dostřelem cca 100–150 m o objemu 25 l. Šlo původně o sovětské druhoválečné těžké statické plamenomety (фугасные огнеметы – FOG-1 a FOG-2), které se však používaly ještě dlouho po válce. Náplň byla volitelná dle použití, pro válečné se počítalo s napalmovou nebo pyrogelovou směsí, takticky pak pro umístění na komunikacích a k ochraně objektů.
Pro výcvik se jako náplň používala obvykle jen nafta zahuštěná kaučukem, ale v praxi se do něj lilo vše, co bylo tekuté a hořelo.
Byly k dispozici dvě verze – se zahnutou výmetnicí/sifonem (plamenomet) a rovnou (pro simulaci jaderného výbuchu při výcviku).
Výmetnou (již modernizovanou) náplň tvořilo pouzdro se čtyřmi dutými válečky z nitrocelulosového materiálu (raketové palivo) cca 400 g, žárová slož termátového typu (cca 100 g) s obsahem hořčíku a elektrický palník. Vkládala se do příslušného otvoru v tlakové nádobě a uzavírala šroubovacím uzávěrem s malým otvorem pro vývod elektrického palníku.
Hlaveň byla uzavírána hliníkovým těsněním (cca 2mm plech), které umožnilo po odpálení výmetné slože dosáhnout vhodného tlaku v nádobě – po jeho překročení došlo k protržení těsnění a výstřiku silně předehřáté náplně.
Účinek na nekrytou živou sílu nebo lehká vozidla byl enormní, ale plamenomet si dokázal poradit i s lehčími typy tanků. Použití však vyžadovalo jisté zkušenosti a praxi, takže po zavedení mobilního TPO-50 (Тяжелый пехотный огнемет) jej používaly jen jednotky chemického vojska a ženisté právě v roli fugasu pro ženijní zátarasy (na což byl vhodnější). Po zrušení plamenometných jednotek zůstal ve výzbroji ČSLA jen FOG-2.